# سينستوريس
بلدية سينستوريس (بالإسبانية: Cinctorres)‏، هي إحدى بلديات مقاطعة كاستيلون التي تقع في منطقة بلنسية، في شرق إسبانيا.
يبلغ عدد سكانها 526 نسمة وفقاً لإحصائية سنة (2006).